# Ушаки (станция)
Ушаки́ — железнодорожная станция московского направления Октябрьской железной дороги. Располагается в юго-восточной части села Ушаки Тосненского района Ленинградской области, у моста через реку Ушачку.
В 700 м юго-западнее платформы проходит автодорога М10 (проспект Кирова).
У платформы расположен храм Казанской иконы Божией Матери.
На платформе останавливаются все проходящие через неё электропоезда, кроме следующих до Новгорода.

## История
Станция IV класса, была открыта  1 (13) ноября 1851 года, под названием -Ушакинская , в составе Санкт-Петербурго-Московской железной дороги, название станции утверждено приказом МПС № 227 от 21 декабря 1850 года.  После переименовании дороги 8 (20) сентября 1855 года, станция в составе Николаевской железной дороги, и в 1863 году  получила официальное название в создаваемой сети железных дорог — Ушаки.
Первоначально на станции было построено две каменные водонапорные башни и две деревянные высокие платформы, по обеим сторонам от путей.
Согласно архивным данным торги на работы по устройству пассажирского здания производились в 1866 году и на момент передачи дороги Главному обществу российских железных дорог, к 1 сентября 1868 года, вокзала ещё не было. Деревянный вокзал, размером 7,70х3,60 саж ( 15,4х7,2 м), был построен в 1877 году. Для предохранения пассажиров, ожидающих прибытия и отправления поездов, в 1888—1889 годах, на платформах строятся деревянные, крытые железом и обшитые с трёх сторон навесы. В 1913 году произведён капитальный ремонт пассажирского здания, с увеличением зала для пассажиров на 18 кв.сажень.
С 27 февраля 1923 года, после переименовании дороги, станция в составе Октябрьской железной дороги, приказом НКПС № 1028 от 20 августа 1929 года станция в составе Октябрьских железных дорог, с 1936 года станция в составе Октябрьской железной дороги.
Согласно своду тарифов от 1929 года станция производит операции по перевозке пассажиров, багажа и товаро-багажа. Согласно тарифному руководству № 4 от 1936 года, станция производит операции по перевозке повагонными отправками всех грузов, не требующих хранения в крытых складах. В 1941 году согласно тарифному руководству № 4 станция производит также операции по отправке и приёму грузов мелкими отправками. Согласно тарифному руководству № 4 от 1965 года на станции дополнительно производит работы хранению грузов повагонными и мелкими отправками, загружаемых целыми вагонами на подъездных путях и местах необщего пользования, а также  продажа билетов на все пассажирские поезда, прием и выдача багажа. Согласно тарифному руководству № 4 от 1985 года  прием и выдача багажа не производится.
В 1971 году присвоен код ЕСР № 0609, 1975 году присвоен новый код ЕСР № 06090, 1985 году станция получила новый код АСУЖТ (ЕСР) № 031206.

В 1982 году станции присвоен код Экспресс-2 № 34147, а в 1994 году получила новый код Экспресс-3 № 2004147.
От станции проложены подъездные пути к складам и асфальто-бетонному заводу.

## Фото

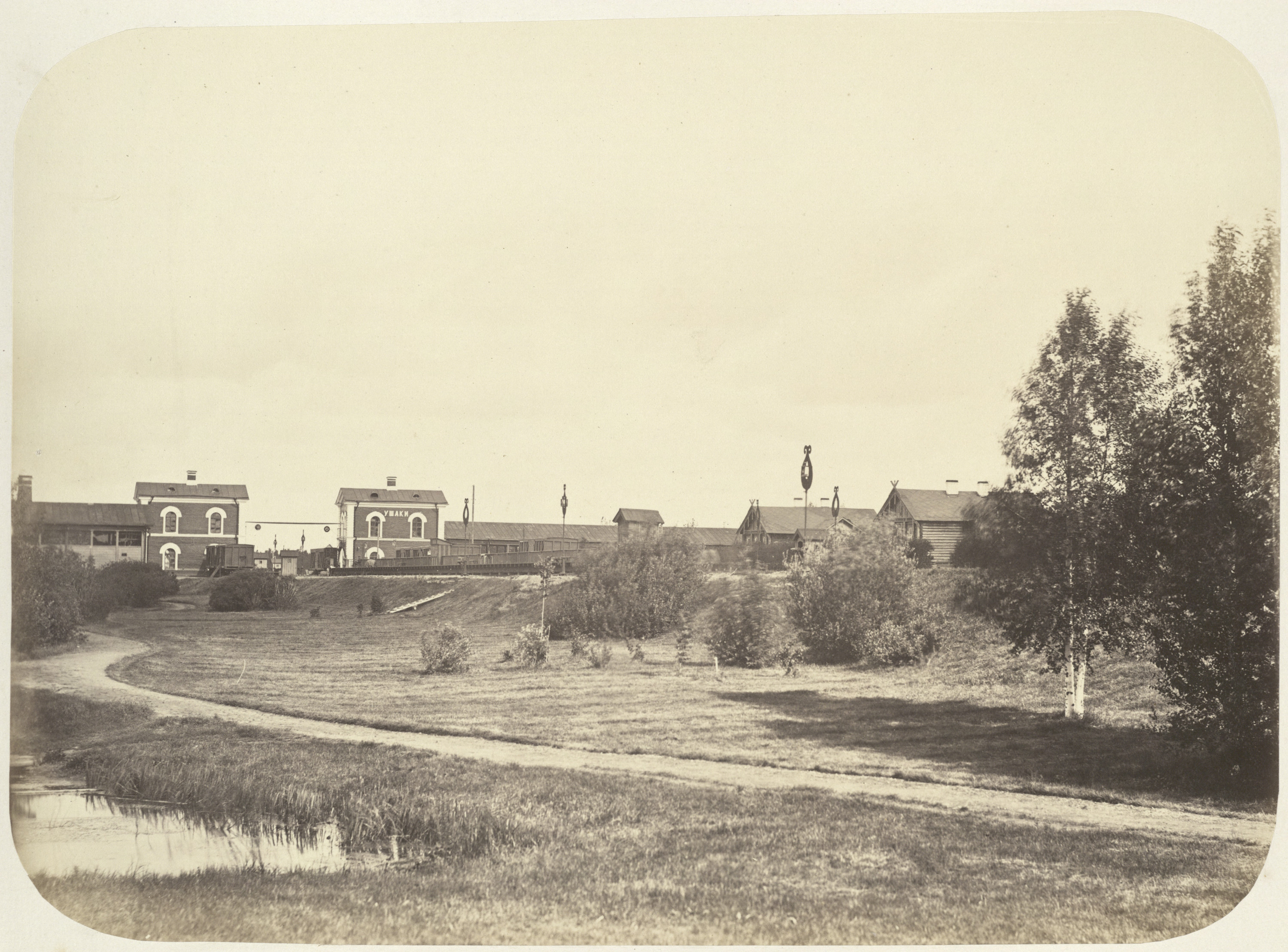
Станция Ушаки в 1860-е годы